# Santa Eulalia del Campo
Santa Eulalia del Campo ist ein Ort und eine Gemeinde (municipio) mit 1.020 Einwohnern (Stand: 2024) im Zentrum der Provinz Teruel in der Autonomen Region Aragonien im östlichen Zentralspanien.

## Lage und Klima
Santa Eulalia del Campo liegt im Süden des Iberischen Gebirges im Tal des  Río Jiloca etwa 35 km (Fahrtstrecke) nordwestlich der Stadt Teruel in einer Höhe von ca. 1025 m. Durch die Gemeinde führt die Autovía A-23. Das Klima ist gemäßigt bis warm; Regen (ca. 446 mm/Jahr) fällt übers Jahr verteilt.

## Bevölkerungsentwicklung
| Jahr      | 1857 | 1900 | 1950 | 2000 | 2024 |
| Einwohner | 1048 | 1162 | 2634 | 1230 | 1020 |

Die Mechanisierung der Landwirtschaft sowie die Aufgabe bäuerlicher Kleinbetriebe („Höfesterben“) und der daraus resultierende Verlust an Arbeitsplätzen haben in der zweiten Hälfte des 20. Jahrhunderts zu einem deutlichen Bevölkerungsrückgang („Landflucht“) geführt.

## Sehenswürdigkeiten
- Kirche der Unbefleckten Empfängnis (Iglesia de Nuestra Señora de la Inmaculada)
- Marienkapelle
- Antoniuskapelle
- Rathaus

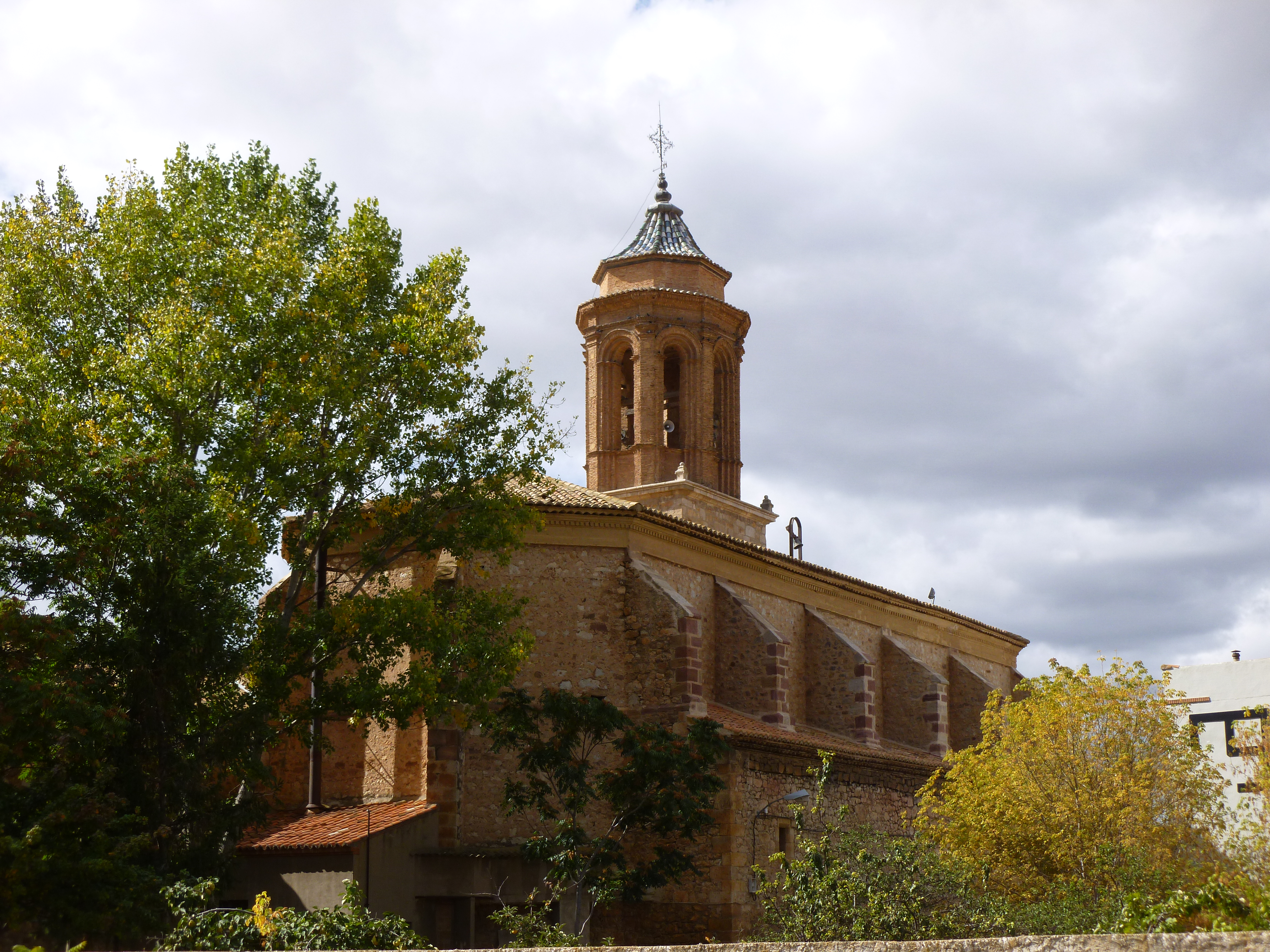
Kirche der Unbefleckten Empfängnis
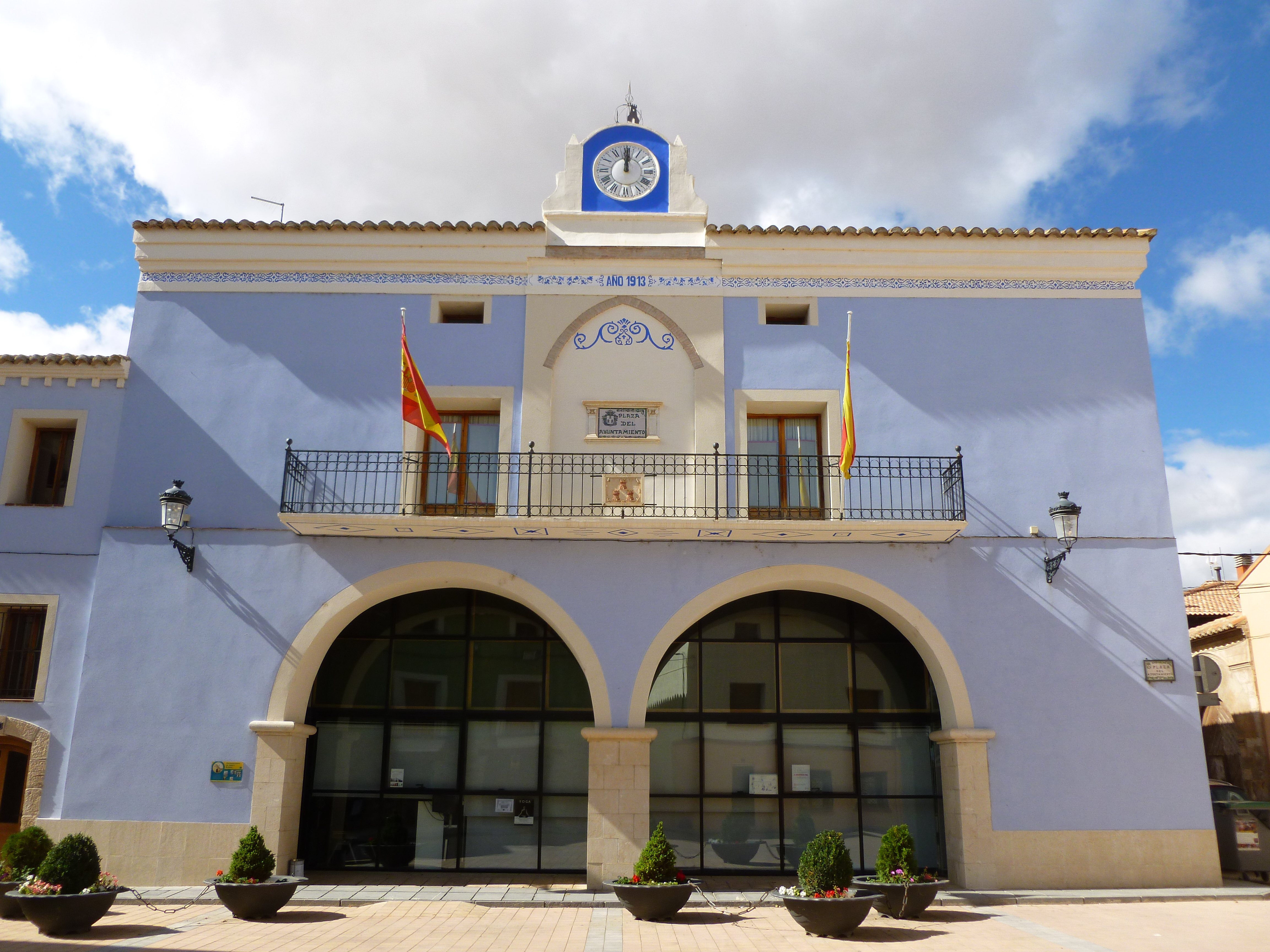
Rathaus

## Persönlichkeiten
- Pedro Manuel Berges Soriano (* 1934), Archäologe und Konservator